# Rezerwat przyrody Fidest
Rezerwat przyrody Fidest – rezerwat leśny rezerwat przyrody położony na terenie gminy Wyszków w powiecie wyszkowskim (województwo mazowieckie).

## Powołanie
Obszar chroniony utworzony został 1 stycznia 2025 r. na podstawie Zarządzenia Regionalnego Dyrektora Ochrony Środowiska w Warszawie z dnia 17 grudnia 2024 r. w sprawie uznania za rezerwat przyrody „Fidest” (Dz. Urz. Woj. Mazowieckiego z 2024 r., poz. 12984). Powstał w ramach inicjatywy „100 rezerwatów na 100-lecie Lasów Państwowych”, stanowi pierwszy rezerwat przyrody w powiecie wyszkowskim. Swoją nazwę bierze od pobliskiej miejscowości Fidest.

## Położenie
Rezerwat ma 270,31 ha powierzchni, a jego otulina – 656,33 ha. Obszar chroniony znajduje się w obrębach ewidencyjnych Skuszew i Fidest, zaś otulina także w obrębach Tumanek i Kamieńczyk. Pod kątem podziału lasów podlega pod nadleśnictwo Drewnica (Regionalna Dyrekcja Lasów Państwowych w Warszawie), obejmuje zachodni fragment Puszczy Kamienieckiej. Przylega bezpośrednio do drogi krajowej nr 8. Położony jest w mezoregionie Dolina Dolnego Bugu, w całości leży w granicach obszaru specjalnej ochrony ptaków sieci Natura 2000 Dolina Dolnego Bugu PLB140001.

## Charakterystyka
Celem ochrony rezerwatowej jest „zachowanie naturalnych cech kompleksu zbiorowisk hydrogenicznych położonych w dolinie rzeki Bug, wykazującego wysokie walory faunistyczne i krajobrazowe”. Ze względu na dominujący przedmiot ochrony typ obszaru chronionego określono jako biocenotyczny i fizjocenotyczny, a podtyp – biocenoz naturalnych i półnaturalnych, natomiast ze względu na główny typ ekosystemu typ określono jako leśny i borowy, a podtyp – lasów nizinnych.
Obszar chroniony jeden z najlepiej zachowanych lasów bagiennych w regionie na skraju doliny Bugu. Dominuje tu kompleks olsów, ponadto występują cenne łęgi wierzbowe, topolowe, olszowe i jesionowe porastające gleby torfowiskowe oraz bory świeże i bory mieszane porastające wydmy. Oprócz tego występują świeże łąki i tereny podmokłe. Spośród cennej fauny zidentyfikowano liczne ptaki: żurawie zwyczajne, bociany czarne, dzięciołowate, sikory, muchołówki, drozdy, kszyki i puszczyki, a także pospolite gatunki, jak kosy, szpaki i kowaliki. Występują tu także przedstawiciele płazów (ropucha szara, wiele gatunków żab), gady (zaskroniec, jaszczurka zwinka), a także duże ssaki, jak łosie, sarny, jelenie i wilki. Do chronionych gatunków flory zaliczają się natomiast: wełnianka wąskolistna, kruszczyk szerokolistny, fiołek błotny, groszek błotny, Czarcikęsik Kluka i podkolan biały.
Według stanu na styczeń 2025 rezerwat nie ma wyznaczonego planu ochrony ani zadań ochronnych.